# BAFTA (премия, 1963)
16-я церемония вручения наград премии BAFTA

Лондон, Англия
Лучший фильм: 

Лоуренс Аравийский 

Lawrence of Arabia
Лучший британский фильм: 

Лоуренс Аравийский 

Lawrence of Arabia
< 15-я Церемонии вручения 17-я >
16-я церемония вручения наград премии BAFTA за заслуги в области кинематографа за 1962 год состоялась в Лондоне в 1963 году.
В номинации «Лучший фильм» были представлены три ленты из США («Вестсайдская история», «Манчжурский кандидат», «Сотворившая чудо»), три совместного итало-французского производства («Столь долгое отсутствие», «В прошлом году в Мариенбаде», «Лола»), две из Франции («Жюль и Джим», «Пришпиленный капрал»), по одной из Греции («Федра»), Швеции («Сквозь тёмное стекло»), СССР («Дама с собачкой»), Японии («Голый остров»), итало-югославо-лихтенштейнского производства («Не убий») и пять из Великобритании, упомянутые также в категории «Лучший британский фильм».
Ниже приведён полный список победителей и номинантов премии с указанием имён режиссёров, актёров и сценаристов, а также оригинальных и русскоязычных названий фильмов. Названия фильмов и имена кинодеятелей, победивших в соответствующей категории, выделены жирным шрифтом и отдельным цветом.
| Фильмы                                          |                                    |                                           |                                            |
| Категория                                       | Фильм — русскоязычное название     | Фильм — оригинальное название             | Режиссёр                                   |
| Лучший фильм                                    | • «Лоуренс Аравийский»             | Lawrence Of Arabia                        | Дэвид Лин                                  |
| Лучший фильм                                    | • «Билли Бад»                      | Billy Budd                                | Питер Устинов                              |
| Лучший фильм                                    | • «Вестсайдская история»           | West Side Story                           | Джером Роббинс, Роберт Уайз                |
| Лучший фильм                                    | • «В прошлом году в Мариенбаде»    | L’Année dernière à Marienbad              | Ален Рене                                  |
| Лучший фильм                                    | • «Голый остров»                   | 裸の島                                    | Канэто Синдо                               |
| Лучший фильм                                    | • «Дама с собачкой»                |                                           | Иосиф Хейфиц                               |
| Лучший фильм                                    | • «Жюль и Джим»                    | Jules et Jim                              | Франсуа Трюффо                             |
| Лучший фильм                                    | • «Лола»                           | Lola                                      | Жак Деми                                   |
| Лучший фильм                                    | • «Манчжурский кандидат»           | The Manchurian Candidate                  | Джон Франкенхаймер                         |
| Лучший фильм                                    | • «Не убий»                        | Tu ne tueras point                        | Клод Отан-Лара                             |
| Лучший фильм                                    | • «Пришпиленный капрал»            | Le Caporal épinglé                        | Жан Ренуар                                 |
| Лучший фильм                                    | • «Сквозь тусклое стекло»          | Såsom i en spegel                         | Ингмар Бергман                             |
| Лучший фильм                                    | • «Столь долгое отсутствие»        | Une Aussi Longue Absence                  | Анри Кольпи                                |
| Лучший фильм                                    | • «Сотворившая чудо»               | The Miracle Worker                        | Артур Пенн                                 |
| Лучший фильм                                    | • «Такого рода любовь»             | A Kind of Loving                          | Джон Шлезингер                             |
| Лучший фильм                                    | • «Только для двоих»               | Only Two Can Play                         | Сидни Гиллиат                              |
| Лучший фильм                                    | • «Угловая комната»                | The L-Shaped Room                         | Брайан Форбс                               |
| Лучший фильм                                    | • «Федра»                          | Phaedra                                   | Жюль Дассен                                |
| Лучший британский фильм                         | • «Лоуренс Аравийский»             | Lawrence Of Arabia                        | Дэвид Лин                                  |
| Лучший британский фильм                         | • «Билли Бад»                      | Billy Budd                                | Питер Устинов                              |
| Лучший британский фильм                         | • «Такого рода любовь»             | A Kind of Loving                          | Джон Шлезингер                             |
| Лучший британский фильм                         | • «Только для двоих»               | Only Two Can Play                         | Сидни Гиллиат                              |
| Лучший британский фильм                         | • «Угловая комната»                | The L-Shaped Room                         | Брайан Форбс                               |
| Лучший анимационный фильм                       | • «Яблоко»                         | The Apple                                 | Джордж Даннинг                             |
| Лучший анимационный фильм                       | • —                                | Four Line Conics                          | —                                          |
| Лучший анимационный фильм                       | • —                                | The Travelling Rune                       | —                                          |
| Лучший короткометражный фильм                   | • «Совиный ручей»                  | La Rivière du Hibou                       | Робер Энрико                               |
| Лучший короткометражный фильм                   | • «Зоопарк»                        | Zoo                                       | Берт Ханстра                               |
| Лучший короткометражный фильм                   | • «Короткое лето»                  | Kort är sommaren                          | Бьярне Хеннинг-Енсен                       |
| Лучший короткометражный фильм                   | • «Одинокий парень»                | Lonely Boy                                | Вульф Кениг, Роман Кройтор                 |
| Лучший специализированный фильм                 | • —                                | Four Line Conics                          | —                                          |
| Лучший специализированный фильм                 | • —                                | What’s the Time?                          | —                                          |
| Награда объединённых наций United Nations Award | • «В поисках славы»                | Reach for Glory                           | Филип Ликок                                |
| Награда объединённых наций United Nations Award | • —                                | Food or Famine                            | —                                          |
| Награда объединённых наций United Nations Award | • «Не убий»                        | Tu ne tueras point                        | Клод Отан-Лара                             |
| Актёрские работы                                |                                    |                                           |                                            |
| Категория                                       | Имя                                | Фильм — русскоязычное название            | Фильм — оригинальное название              |
| Лучший британский актёр                         | • Питер О’Тул                      | «Лоуренс Аравийский»                      | Lawrence Of Arabia                         |
| Лучший британский актёр                         | • Ричард Аттенборо                 | «Процесс и ошибка»                        | The Dock Brief                             |
| Лучший британский актёр                         | • Алан Бейтс                       | «Такого рода любовь»                      | A Kind of Loving                           |
| Лучший британский актёр                         | • Джеймс Мэйсон                    | «Лолита»                                  | Lolita                                     |
| Лучший британский актёр                         | • Лоренс Оливье                    | «Судебный процесс»                        | Term of Trial                              |
| Лучший британский актёр                         | • Питер Селлерс                    | «Только для двоих»                        | Only Two Can Play                          |
| Лучший иностранный актёр                        | • Берт Ланкастер                   | «Любитель птиц из Алькатраса»             | Birdman of Alcatraz                        |
| Лучший иностранный актёр                        | • Жан-Поль Бельмондо               | «Леон Морен, священник»                   | Léon Morin, prêtre                         |
| Лучший иностранный актёр                        | • Жорж Вилсон                      | «Столь долгое отсутствие»                 | Une Aussi Longue Absence                   |
| Лучший иностранный актёр                        | • Кирк Дуглас                      | «Одинокие — самые смелые»                 | Lonely Are the Brave                       |
| Лучший иностранный актёр                        | • Энтони Куинн                     | «Лоуренс Аравийский»                      | Lawrence Of Arabia                         |
| Лучший иностранный актёр                        | • Чарльз Лоутон                    | «Совет и согласие»                        | Advise & Consent                           |
| Лучший иностранный актёр                        | • Роберт Райан                     | «Билли Бад»                               | Billy Budd                                 |
| Лучший иностранный актёр                        | • Джордж Хэмилтон                  | «Свет на площади»                         | Light in the Piazza                        |
| Лучший иностранный актёр                        | • Франко Читти                     | «Аккатоне»                                | Accattone                                  |
| Лучшая британская актриса                       | • Лесли Карон                      | «Угловая комната»                         | The L-Shaped Room                          |
| Лучшая британская актриса                       | • Джанет Манро                     | «Жизнь для сострадания»                   | Life for Ruth                              |
| Лучшая британская актриса                       | • Вирджиния Мэскелл                | «Дикие и жаждущие»                        | The Wild and the Willing                   |
| Лучшая иностранная актриса                      | • Энн Бэнкрофт                     | «Сотворившая чудо»                        | The Miracle Worker                         |
| Лучшая иностранная актриса                      | • Харриет Андерссон                | «Сквозь тусклое стекло»                   | Såsom i en spegel                          |
| Лучшая иностранная актриса                      | • Натали Вуд                       | «Великолепие в траве»                     | Splendor in the Grass                      |
| Лучшая иностранная актриса                      | • Мелина Меркури                   | «Федра»                                   | Phaedra                                    |
| Лучшая иностранная актриса                      | • Жанна Моро                       | «Жюль и Джим»                             | Jules et Jim                               |
| Лучшая иностранная актриса                      | • Джеральдин Пейдж                 | «Сладкоголосая птица юности»              | Sweet Bird of Youth                        |
| Лучшая иностранная актриса                      | • Анук Эме                         | «Лола»                                    | Lola                                       |
| Самый многообещающий новичок                    | • Том Кортни                       | «Одиночество бегуна на длинные дистанции» | The Loneliness of the Long Distance Runner |
| Самый многообещающий новичок                    | • Сара Майлз                       | «Судебный процесс»                        | Term of Trial                              |
| Самый многообещающий новичок                    | • Теренс Стэмп                     | «Билли Бад»                               | Billy Budd                                 |
| Самый многообещающий новичок                    | • Мариетта Хартли                  | «Скачи по высокогорью»                    | Ride the High Country                      |
| Самый многообещающий новичок                    | • Иэн Хендри                       | «Живи сейчас — расплачивайся потом»       | Live Now — Pay Later                       |
| Другие категории                                |                                    |                                           |                                            |
| Категория                                       | Имя                                | Фильм — русскоязычное название            | Фильм — оригинальное название              |
| Лучший сценарий для британского фильма          | • Роберт Болт                      | «Лоуренс Аравийский»                      | Lawrence Of Arabia                         |
| Лучший сценарий для британского фильма          | • Питер Устинов, ДеУитт Бодин      | «Билли Бад»                               | Billy Budd                                 |
| Лучший сценарий для британского фильма          | • Уолф Манковиц                    | «Вальс тореадоров»                        | The Waltz of the Toreadors                 |
| Лучший сценарий для британского фильма          | • Кит Уотерхаус, Уиллис Холл       | «Такого рода любовь»                      | A Kind of Loving                           |
| Лучший сценарий для британского фильма          | • Джеффри Коттрелл, Айвен Фоксуэлл | «Тиара Таити»                             | Tiara Tahiti                               |
| Лучший сценарий для британского фильма          | • Брайан Форбс                     | «Только для двоих»                        | Only Two Can Play                          |